# El Calvari (barri de València)
El Calvari és un barri de la ciutat de València que pertany al districte de Campanar, al nord-oest de la ciutat. Té una forma pròxima a un triangle i és un dels barris més menuts de tots els barris de València amb 0,093 km² de superfície. La seua població en 2009 era de 5.373 habitants.
El terreny que ocupa es troba a mig camí entre els antics pobles de Campanar i Benicalap, i acollia el calvari de Campanar, un recorregut que recordava les estacions del Via Crucis ("Camí de la Creu"), els moments de la vida de Jesús de Natzaret des que va ser fet presoner fins a la seua crucifixió i sepultura (Passió de Jesús).
És una mena de nexe d'unió entre tres districtes: Benicalap al nord, La Saïdia (barri de Marxalenes) a l'est, i Campanar (barri de Les Tendetes) al sud-oest. Es troba delimitat per l'avinguda de Burjassot, l'avinguda del General Avilés i per carrers de l'inici de l'avinguda de Campanar, la qual travessa el xicotet barri. L'únic element destacable és una antiga casa situada en el punt de trobada entre l'avinguda de Burjassot i el carrer del Doctor Nicasi Benlloch que en l'actualitat és una impremta.
Ocupa un punt d'unió entre vells camins, com el "Camí Vell de Paterna", el nou camí a Burjassot i el Camí de Trànsits. Ara tota la zona està totalment urbanitzada. L'únic vestigi del camí vell de Paterna és l'actual carrer de Gil Roger, el camí a Burjassot és ara l'avinguda de Burjassot i el Camí de Trànsits és l'avinguda de Campanar.
La zona d'El Calvari era banyada per dos braços de la séquia de Mestalla: el "Braç d'Algirós" (pel carrer d'Hipòlit Rovira) direcció a l'est de la ciutat i considerat caixer principal de la séquia, i el "Braç de Petra" (pel carrer del Doctor Nicasi Benlloch) direcció al nord.

## Imatges

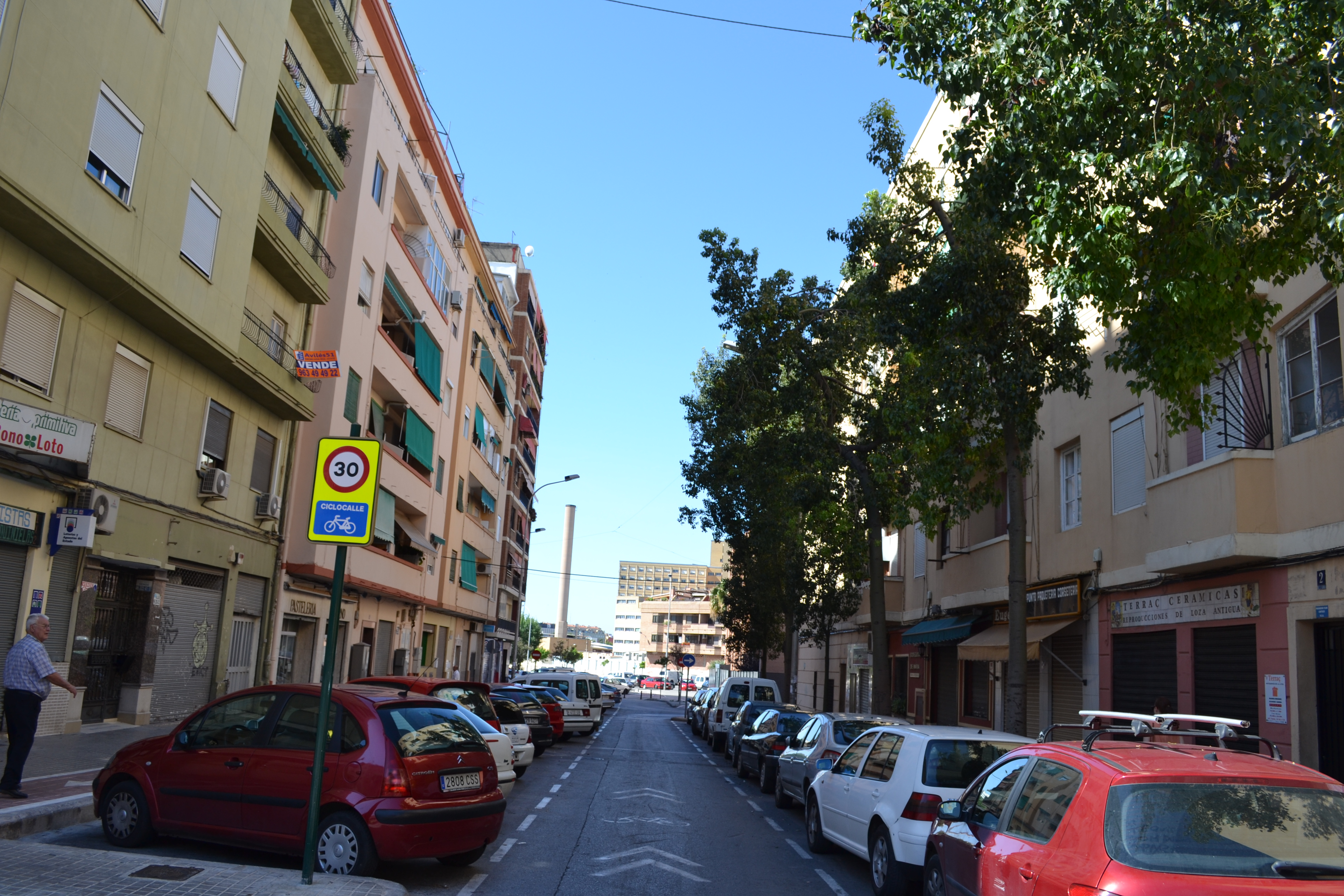
Carrer de les Alcubles.
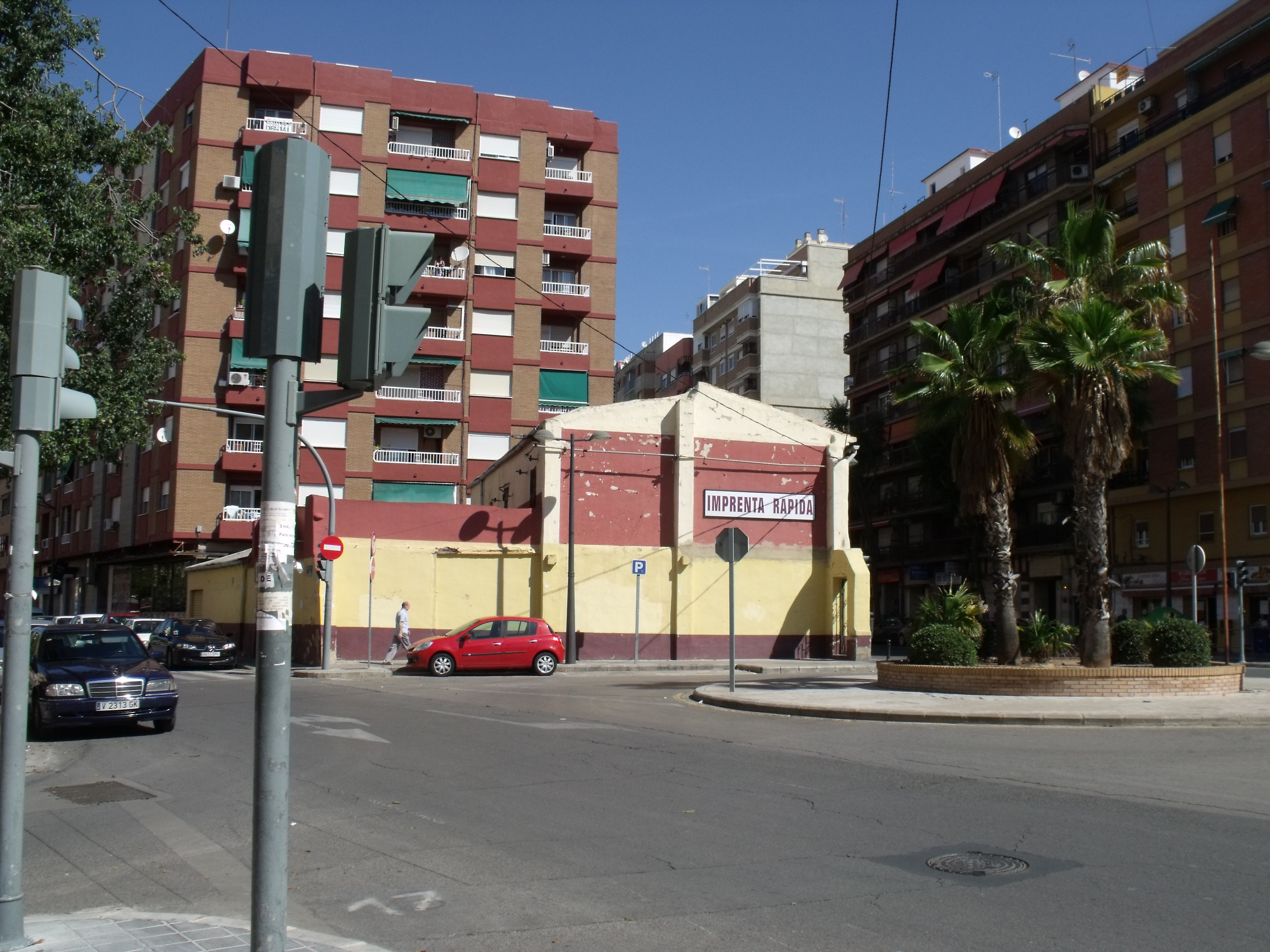
Punt de trobada de l'avinguda de Burjassot i el carrer del Doctor Nicasi Benlloch.
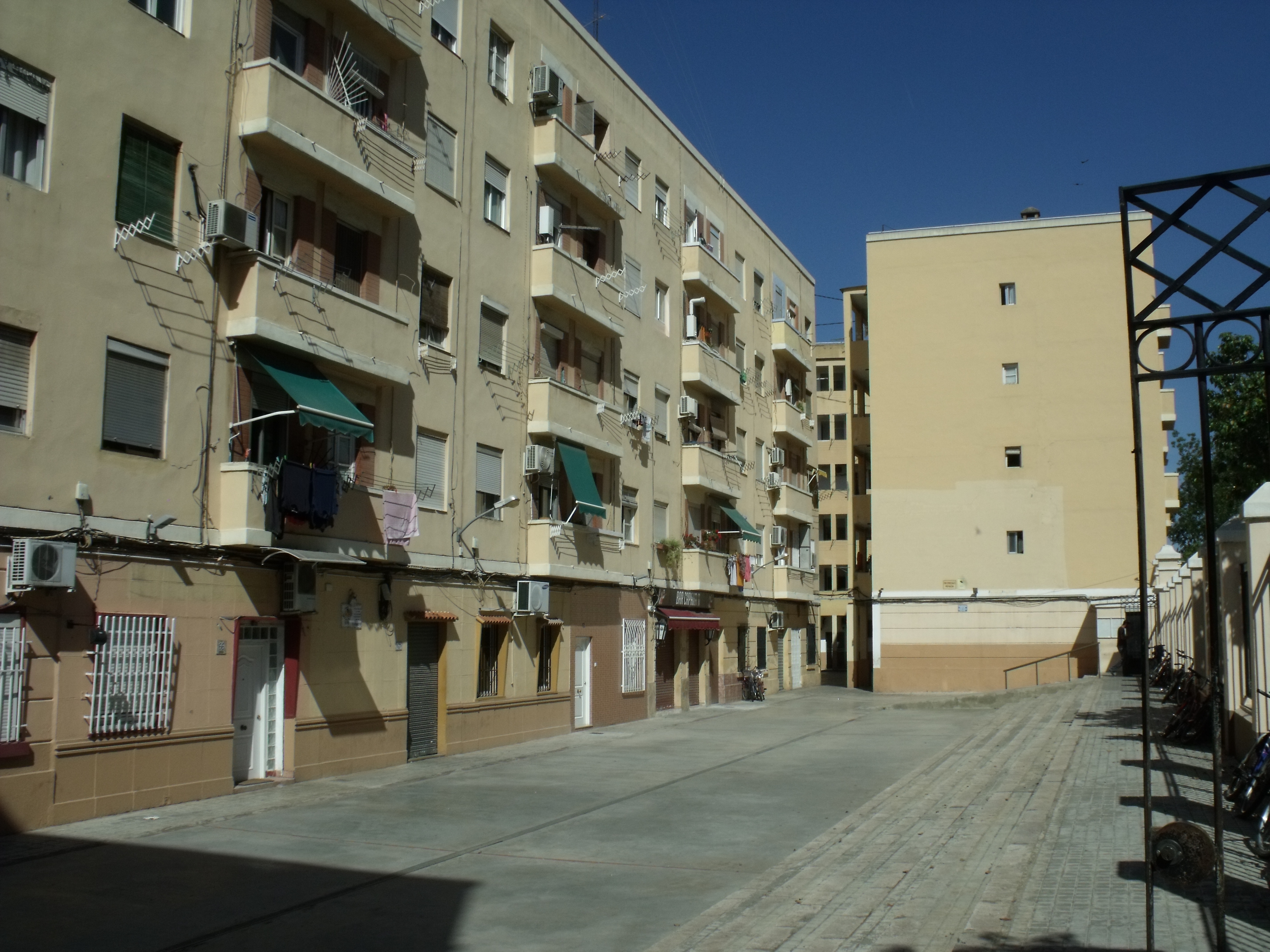
Grup d'habitatges construïts als anys 1950s.